# Lithobates virgatipes
Espèce
Synonymes
- Rana virgatipes Cope, 1891

Statut de conservation UICN

 LC  : Préoccupation mineure
Lithobates virgatipes est une espèce d'amphibiens de la famille des Ranidae.

## Répartition
Cette espèce est endémique de la côte Est des États-Unis. Elle se rencontre, :
- dans le sud du New Jersey ;
- dans l'est du Maryland ;
- dans l'est de la Virginie ;
- dans l'est de la Caroline du Nord ;
- dans l'est de la Caroline du Sud ;
- dans le sud-est de la Géorgie ;
- dans l'extrême Nord de la Floride.

## Publication originale
- Cope, 1891 : A new species of frog from New Jersey. American Naturalist, vol. 25, p. 1017-1019 (texte intégral).